# Úrvalsdeild Karla 1930
La Úrvalsdeild Karla 1930 fue la 19.ª edición del campeonato de fútbol islandés. El campeón fue el Valur Reykjavik, que ganó su primer título de forma invicta. 

## Tabla de posiciones
|   | Equipo              | PJ | PG | PE | PP | GF | GC | DG  | Pts |
| - | ------------------- | -- | -- | -- | -- | -- | -- | --- | --- |
| 1 | Valur Reykjavik (C) | 4  | 4  | 0  | 0  | 18 | 2  | +16 | 8   |
| 2 | KR Reykjavik        | 4  | 3  | 0  | 1  | 14 | 4  | +10 | 6   |
| 3 | ÍBV                 | 4  | 2  | 0  | 2  | 11 | 10 | +1  | 4   |
| 4 | Víkingur            | 4  | 0  | 1  | 3  | 3  | 13 | -10 | 1   |
| 5 | Fram Reykjavik      | 4  | 0  | 1  | 3  | 2  | 19 | -17 | 1   |

PJ = Partidos jugados; PG = Partidos ganados; PE = Partidos empatados; PP = Partidos perdidos; GF = Goles a favor; GC = Goles en contra; DG = Diferencia de gol; Pts = Puntos
| (C) Campeón |